# Steve Peacocke
Stephen "Steve" Peacocke (né le 30 octobre 1981) est un acteur australien. Il est principalement connu pour avoir tenu le rôle de Darryl Braxton sur le feuilleton Home and Away.

## Jeunesse
Peacocke est né et est élevé à Dubbo,en Nouvelle-Gales du Sud . Il a passé trois ans à décharger des camions de cargaisons et quand il a eu 18 ans, il a passé une année à travailler comme un jackarro à Bourke où il gagnait 3 dollars de l'heure. Un an plus tard, il est allé à l'université de Newcastle et étudia la communication. Durant ce temps à l'université, il joua au rugby. Il abandonna plus tard à cause de plusieurs blessures, et pendant qu'il se rétablit, il passe une audition pour un rôle, ce qui le mène à interpréter plusieurs rôles pour le théâtre de son université, Newcastle University Conservatorium Theatre Productions.

## Carrière
Peacocke savait qu'il voulait être un acteur à partir de l'âge de 16 ans. Il avait de nombreux spectacles sur scène à l'Université de Newcastle, dont il a obtenu la Ville de Newcastle à Prix d'art Dramatique pour son interprétation de Ricko dans Nick Enright' Une Propriété du Clan en 2004. Il a continué à agir dans le court festival de théâtre Flambant neuf avec l'actrice Bel Deliá  dans dramaturge/metteur Augusta Supple du travail Interruption de la Grâce dirigé par Nick Curnow, et aussi Supple tard ventrue Histoires de l'428. Il a également eu un rôle dans le Kit de Brookman dans Il A plu Tout l'après-Midi.
Peacocke a commencé sa carrière d'acteur en 2006, quand il est apparu dans un petit rôle dans le primé film Australien Suburban Mayhem. Son second film est en 2011, Burning Man, avec Matthew Goode et Bojana Novakovic. Peacocke a commencé à apparaître à la télévision en 2007, quand il a tenu le rôle de Zeb Hall dans la série médicale et dramatique, Tous les Saints. Ses autres émissions de télévision incluent plein à craquer, le Râteau et le film  Emerald Falls en 2008, qui met en vedette Georgie Parker. Peacocke a joué un rôle dans une parodie de Rihanna "Umbrella" de la musique de la vidéo appelé "Drifting in my cappella" avec 1BUCK80.
Au début de 2011, Peacocke reçu le rôle de Darryl "Brax" Braxton, une local River Boy, sur le soap opera Australien Home and Away. Peacocke a également révélé ses plans pour travailler aux États-Unis dans l'avenir. En 2012, Peacocke remporte le Logie Award pour les Plus Populaires de Nouveaux Hommes de Talent. L'année suivante, il a remporté le prix de l'Acteur le Plus Populaire. Il a également reçu une nomination pour le Gold Logie Award pour la Personnalité la Plus Populaire sur la Télévision Australienne. Peacocke a annoncé son départ de la Maison et Loin en février 2015. Il a tourné ses scènes finales à la fin de 2014, et il a fait sa dernière apparence à l'écran le 10 juin 2015. Deux mois plus tard, Peacocke retourne à la Maison et à l'Écart pour filmer des scènes pour un scénario secret fin 2015.
Peacocke apparaît dans l' adaptation cinématographique des mémoires de Kim Barker Les Taliban Shuffle. Il apparaîtra également à l'adaptation de Moi Avant Toi en tant que Nathan, avec Emilia Clarke et Sam Claflin. Peacocke sera un agent de police dans la prochaine série Australienne Wanted.

## Vie personnelle
Peacocke est en relation avec l'actrice Bridgette Sneddon depuis 2005,. Le couple s'est rencontré à l'Université de Western Sydney. Ils ont annoncé leur fiançailles le 7 mars 2014 et se sont mariés, le 24 décembre 2014 lors d'une cérémonie privée.

## Filmographie
| Année   | Titre                     | Rôle                  | Notes                    |
| ------- | ------------------------- | --------------------- | ------------------------ |
| 2006    | Suburban Mayhem           | Vendeur               |                          |
| 2007    | Tous Les Saints           | Zeb Hall              | Épisode: "Balancing Act" |
| 2008    | Emerald Falls             | Bushwalker            | Film                     |
| 2008    | Cue Howard                | Sir William Delamere  | Court-métrage            |
| 2009    | Packed to the Rafters     | Serveur               | Épisode: "Belonging"     |
| 2010    | Rake                      | Michael Warner        | Épisode: "R v Marque"    |
| 2010    | Le Chien Noir             | Steven                | Court-métrage            |
| 2010    | Le Vol                    | L'interrogateur       | Court-métrage            |
| 2011    | Téléthon                  | Lui-même              | Épisode: 15 octobre 2011 |
| 2011    | Burning Man               | Auxiliaire médical    | Film                     |
| 2011-16 | À domicile et à distance  | Darryl "Brax" Braxton | Rôle principal           |
| 2014    | Hercules                  | Stephanos             | Figurant                 |
| 2016    | Whiskey Tango Foxtrot     | Nic                   |                          |
| 2016    | Avant toi (Me Before You) | Nathan                | Film                     |
| 2016    | Wanted                    | Josh Levine           | série                    |

## Prix et nominations
| Année | Prix                        | Catégorie                                    | Résultat                 | Travail |
| ----- | --------------------------- | -------------------------------------------- | ------------------------ | ------- |
| 2012  | À L'Intérieur De Savon Prix | Meilleure Journée De Star                    | À domicile et à distance |         |
| 2012  | Logie Awards                | Le Plus Populaire des Nouveaux Talents       | À domicile et à distance |         |
| 2013  | À L'Intérieur De Savon Prix | Meilleure Journée De Star                    | À domicile et à distance |         |
| 2013  | Logie Awards                | Personnalité La Plus Célèbre à la Télévision | À domicile et à distance |         |
| 2013  | Logie Awards                | Acteur le Plus Célèbre                       | À domicile et à distance |         |
| 2014  | Logie Awards                | Personnalité La Plus Célèbre à la Télévision | À domicile et à distance |         |
| 2014  | Logie Awards                | Acteur le Plus Célèbre                       | À domicile et à distance |         |
| 2015  | Logie Awards                | Personnalité La Plus Célèbre à la Télévision | À domicile et à distance |         |
| 2015  | Logie Awards                | Acteur le Plus Populaire                     | À domicile et à distance |         |